# Constantin Film
«Constantin Film AG» — німецька кінокомпанія, одна з найбільших німецьких кіновиробничих компаній і дистриб'юторів, заснованих після Другої світової війни.

## Історія

### Заснування, «старий» Constantin Film
«Constantin Film Distribution GmbH» була заснована 1 квітня 1950 року у Франкфурті-на-Майні, ФРН кінопродюсерами Вальдфрідом Бартелем (ФРН) та Пребеном Філіпсеном (Данія). Назву компанія отримала на честь батька Пребена Філіпсена, Константина, який також був кінопродюсером. У 1955 році Філіпсен пішов з компанії. Бартель управляв компанією до 1960 року, після залишення її Філіпсеном йому допомагала його дружина Інгеборг. У 1957 році компанія змінила Франкфурт-на-Майні на Мюнхен. З 1959 до 1963 року заступником директора і керівником виробництва був Герхард Гуммель, який мав великий вплив. У 1963 році компанією став управляти однофамілець Вальдфріда Бартеля, доктор Манфред Бартель.
21 грудня 1964 року компанію було перейменовано в «Constantin Film GmbH». 1 липня 1965 року Манфред Бартель продає 60 % акцій «Constantin Film» компанії «Bertelsmann». Співдиректором компанії став Герберт Шмідт. Через кризу кіновиробництва, що насувалася, у 1970 році «Bertelsmann» продала свої акції Бартелю, через що у останнього виникли фінансові утруднення. У 1975 році він продав Гельмуту Гірзе 50 % акцій, а через рік, у 1976 році — решту 50 %. У жовтні 1977 року в окружному суді Мюнхена почалася реєстрація банкрутства «Constantin Film GmbH».

### Новий початок
У 1978 році Бернд Айхінгер купив більшу частину майна банкрута «Constantin Film GmbH» і у 1979 році став акціонером і керівним директором «Neue Constantin Film GmbH». У 1983 році «Neue Constantin Film Gmbh» стає не лише дистриб'ютором, але і кіновиробничою компанією. У 1986 році «Kirch-Gruppe» стала акціонером компанії, а у 1992 році стала основним акціонером австрійського підрозділу «Neue Constantin Film GmbH». У 2002 році вона передала свою долю колишнім власникам, австрійському фонду, який відтоді називається «Constantin Österreich». У 1999 ріку компанію перейменовано в «Constantin Film AG» і вона стала котируватися на фондовому ринку.
У травні 2002 року швейцарський медіа-холдинг «Highlight Communications AG» придбав близько 23 % акцій «Constantin Film AG», згодом число акцій у медіа-холдинга збільшилося до 41 %. В січні 2006 року «Highlight Communications» придбала пакет акцій Бернда Айхінгера, тим самим збільшивши свою частку до 90 %. 21 квітня 2009 року «Highlight Communications» повністю поглинула «Constantin Film AG».

## Продукція
- За жменю доларів (1964)
- На декілька доларів більше (1965)
- Обличчя Фу Манчу (1965)
- Наречені Фу Манчу (1966)
- Хороший, поганий, злий (1966)
- Зміїна яма і маятник (1967)
- Помста Фу Манчу (1967)
- Кров Фу Манчу (1968)
- Нескінченна історія (1984)
- Ім'я троянди (1986)
- Будинок духів (1993)
- Фантастична четвірка (1994)
- Принц Ютландії (1994)
- Сніжне почуття Смілли (1997)
- Принц Веліант (1997)
- Черевик Маніту (2001)
- Оселя зла (2002)
- Поворот не туди (2003)
- Бункер (2004)
- Академія смерті (2004)
- Піджак (2004)
- Костянтин: Володар темряви (2005)
- Фантастична четвірка (2005)
- Парфумер: Історія одного вбивці (2006)
- Фантастична Четвірка 2: Вторгнення Срібного серфера (2007)
- Переполох у Гімалаях (2007)
- Хвиля (2008)
- Комплекс Баадера — Майнхоф (2008)
- Пандорум (2009)
- Сільські Крокодили (2009)
- Оселя зла: Потойбічне життя (2010)
- Сільські Крокодили 2 (2010)
- Смак ночі (2010)
- Союз звірів (2010)
- Мушкетери (2011)
- Сільські Крокодили 3 (2011)
- Оселя зла: Відплата (2012)
- Знаряддя Смерті: Місто Кісток (2013)
- Східний вітер (2013)
- 3096 днів (2013)
- З любов'ю, Розі (2014)
- Помпеї (2014)
- Фантастична четвірка (2015)
- Східний вітер 2 (2015)
- Він знову тут (2015)
- Сутінкові мисливці (2016)
- Оселя зла: Фінальна битва (2017)
- Східний вітер 3: Спадщина Ори (2017)
- Мовчання (2019)
- Полярний (2019)
- Східний вітер 4: Легенда про воїна (2019)
- Мисливець на монстрів (2020)
- Оселя зла: Ласкаво просимо у Раккун-Сіті (2021)
- Східний вітер 5: Великий ураган (2021)